# Хандога, Тимофей Прокофьевич
Тимофей Прокофьевич Хандога (22.6.1909 — 28.12.2004) — начальник штаба 269-го отдельного сапёрного батальона 12-й армии Юго-Западного фронта, капитан. Герой Советского Союза.

## Биография
Родился 22 июня 1909 года в селе Бондаревка ныне Сосницкого района Черниговской области в крестьянской семье. Украинец. Член ВКП(б)/КПСС с 1944 года. В 1934 году окончил санитарно-технический факультет Киевского инженерно-строительного института. Работал инженером на станкостроительном заводе в Киеве.
В 1941 году призван в ряды Красной Армии. В боях Великой Отечественной войны с июня 1941 года. Воевал на Юго-Западном фронте.
26 сентября 1943 года капитан Т. П. Xандога в районе деревни Петровское-Свистуново южнее Днепропетровска переправился с батальоном на паромах через Днепр и с ходу повёл инженерные роты на штурм переднего края обороны противника. Батальон захватил и в течение двух суток удерживал плацдарм.
Указом Президиума Верховного Совета СССР от 19 марта 1944 года за мужество и героизм, проявленные при форсировании Днепра и удержании плацдарма, капитану Хандоге Тимофею Прокофьевичу присвоено звание Героя Советского Союза с вручением ордена Ленина и медали «Золотая Звезда».
С октября 1945 года майор Т. П.Xандога — в отставке. Работал начальником управления в Министерстве коммунального хозяйства Украинской ССР. Жил в Киеве. Умер 28 декабря 2004 года. Похоронен на Байковом кладбище в Киеве.
Награждён орденом Ленина, двумя орденами Отечественной войны 1-й степени, орденами Отечественной войны 2-й степени, Трудового Красного Знамени, Красной Звезды, медалями.
В Киеве на доме, в котором жил Герой, установлена мемориальная доска.